# 大聯盟酒店

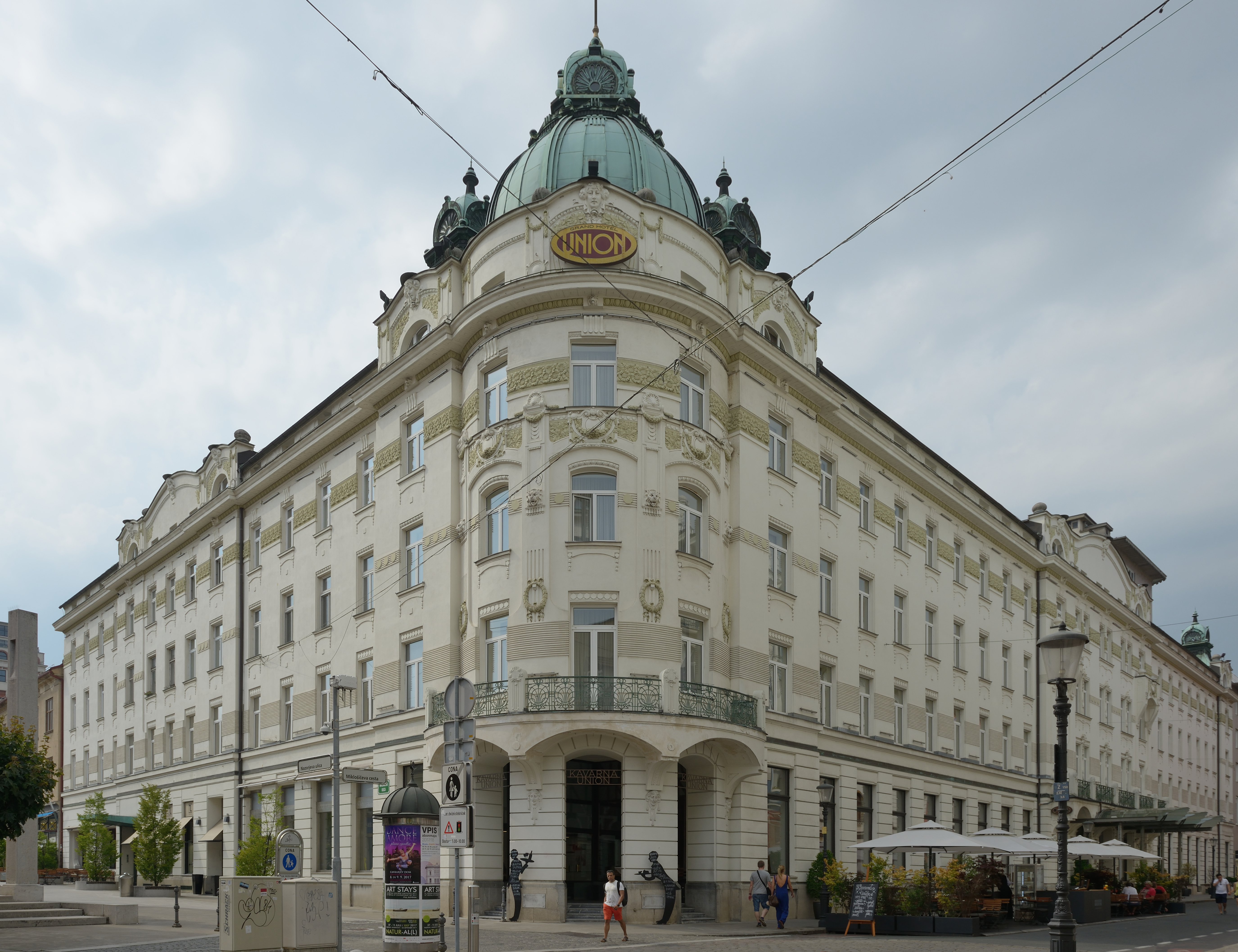
大聯盟酒店

大聯盟酒店是斯洛維尼亞首都盧布爾雅那市中心的一座四星級酒店。大聯盟酒店修建於1903年至1905年期間，是盧布爾雅那的一座現代酒店，也曾是盧布爾雅那最大的建築。這座酒店在開業後已經翻新兩次，但維持了最初的裝飾。  

## 外部連結
- 维基共享资源上的相關多媒體資源：Grand Hotel Union